# مسیح بر روی آب راه می‌رود
مسیح بر روی آب راه می‌رود (فرانسوی: Le Christ marchant sur les flots‎) یک فیلم صامت و کوتاه فرانسوی به کارگردانی ژرژ ملی‌یس است که در سال ۱۸۹۹ منتشر شد.
این فیلم هم‌اکنون، یک فیلم گمشده است.